# 1946 w muzyce
Wydarzenia muzyczne w 1946 roku.

## Urodzili się
- 2 stycznia – Antonina Kowtunow, polska śpiewaczka operowa (sopran) i pedagog (zm. 2023)
- 3 stycznia – John Paul Jones, brytyjski muzyk, kompozytor i autor tekstów, multiinstrumentalista, a także producent muzyczny, członek Led Zeppelin
- 4 stycznia
  - Arthur Conley, amerykański piosenkarz soulowy (zm. 2003)
  - Mihai Constantinescu, rumuński piosenkarz (zm. 2019)
  - Jerzy Skrzypczyk, polski perkusista, kompozytor i piosenkarz; muzyk zespołu Czerwone Gitary
- 5 stycznia
  - Janusz Laskowski, polski piosenkarz, kompozytor i aranżer
  - Jacek Różański, polski aktor, piosenkarz, wykonawca poezji śpiewanej
- 6 stycznia – Syd Barrett, angielski piosenkarz, gitarzysta rockowy, malarz; muzyk grupy Pink Floyd (zm. 2006)
- 7 stycznia – Agnieszka Duczmal, polska dyrygentka
- 8 stycznia
  - Robby Krieger, amerykański muzyk, gitarzysta zespołu The Doors
  - Elijah Moshinsky, australijski reżyser operowy (zm. 2021)
- 9 stycznia – Nihal Nelson, lankijski wokalista i kompozytor (zm. 2022)
- 10 stycznia – Sławomira Żerańska-Kominek, polska muzykolog
- 11 stycznia
  - Lou Deprijck, belgijski piosenkarz, kompozytor, producent muzyczny (zm. 2023)
  - Naomi Judd, amerykańska piosenkarka country (zm. 2022)
  - Ryszard Poznakowski, polski muzyk, kompozytor i aranżer (zm. 2024)
- 12 stycznia – George Duke, amerykański muzyk jazzowy, pianista, kompozytor, wokalista i producent muzyczny (zm. 2013)
- 13 stycznia – Bogdan Trochanowski, polski wiolonczelista i kompozytor (zm. 2009)
- 15 stycznia
  - Bobby Bloom, amerykański piosenkarz (zm. 1974)
  - Joseph Kalichstein, amerykański pianista i pedagog izraelskiego pochodzenia (zm. 2022)
- 17 stycznia – Domenic Troiano, kanadyjski muzyk rockowy (zm. 2005)
- 18 stycznia – Katia Ricciarelli, włoska śpiewaczka operowa (sopran)
- 19 stycznia – Dolly Parton, amerykańska piosenkarka country, aktorka
- 20 stycznia – Petr Hannig, czeski piosenkarz, producent muzyczny i polityk (zm. 2025)
- 22 stycznia – Malcolm McLaren, brytyjski impresario, publicysta, projektant mody; zasłynął jako menedżer zespołu Sex Pistols (zm. 2010)
- 25 stycznia
  - Wiaczesław Dobrynin, rosyjski piosenkarz i kompozytor pochodzenia ormiańskiego (zm. 2024)
  - Wiktor Koczniew, rosyjski dyrygent, kompozytor i pianista (zm. 2022)
- 26 stycznia – Michel Delpech, francuski piosenkarz (zm. 2016)
- 28 stycznia – Gailene Stock, australijska tancerka baletowa, pedagog, dyrektor Royal Ballet School (zm. 2014)
- 30 stycznia – Andrzej Kosmala, polski dziennikarz, autor tekstów piosenek, producent nagrań, menadżer
- 31 stycznia
  - Terry Kath, amerykański muzyk, gitarzysta zespołu Chicago (zm. 1978)
  - Leszek Polony, polski muzykolog, teoretyk muzyki i krytyk muzyczny
- 1 lutego – Carol Neblett, amerykańska śpiewaczka operowa (sopran) (zm. 2017)
- 4 lutego
  - Maciej Niesiołowski, polski wiolonczelista i dyrygent
  - Paul Van Nevel, belgijski dyrygent, muzykolog i historyk sztuki
- 8 lutego – Wiaczesław Wojnarowski, rosyjski śpiewak operowy (tenor) (zm. 2020)
- 11 lutego – Heinz Winbeck, niemiecki kompozytor (zm. 2019)
- 12 lutego – Rutger Gunnarsson, szwedzki basista, producent, muzyk zespołu ABBA (zm. 2015)
- 14 lutego
  - Gregory Hines, amerykański aktor, wokalista, tancerz, choreograf (zm. 2003)
  - Piotr Kaczkowski, polski dziennikarz radiowy, prezenter muzyczny
- 20 lutego
  - Riccardo Cocciante, włoski piosenkarz i kompozytor, autor musicali; zwycięzca Festiwalu Piosenki Włoskiej w San Remo (1991)
  - J. Geils, amerykański gitarzysta rockowy (zm. 2017)
  - Władimir Martynow, rosyjski kompozytor muzyki filmowej
- 23 lutego – Elżbieta Witkowska-Zaremba, polska muzykolog i filolog klasyczna
- 24 lutego – Jiří Bělohlávek, czeski dyrygent symfoniczny i operowy, pedagog (zm. 2017)
- 26 lutego – Antonio Cripezzi, włoski piosenkarz i klawiszowiec (zm. 2022)
- 28 lutego
  - Don Ciccone, amerykański piosenkarz pop, muzyk zespołu The Critters (zm. 2016)
  - Irena Myczka-Weber, polska muzykolog, dziennikarka radiowa
- 2 marca
  - Bobby Eli, amerykański multiinstrumentalista, autor tekstów, kompozytor, aranżer (zm. 2023)
  - Tadeusz Gadzina, polski skrzypek, kameralista, profesor sztuk muzycznych
- 5 marca
  - Richard Bell, kanadyjski muzyk, współpracownik Janis Joplin (zm. 2007)
  - Murray Head, brytyjski aktor, piosenkarz
- 6 marca
  - David Gilmour, brytyjski muzyk rockowy, członek Pink Floyd
  - Ewa Werka, polska śpiewaczka operowa (mezzosopran) (zm. 1997)
- 7 marca
  - Okko Kamu, fiński dyrygent
  - Zsuzsa Koncz, węgierska piosenkarka
- 8 marca – Randy Meisner, amerykański gitarzysta basowy, piosenkarz i kompozytor; współzałożyciel grupy Eagles (zm. 2023)
- 11 marca – Bruce Gaston, amerykański klawiszowiec tajskiej muzyki folkowej; kompozytor, pedagog (zm. 2021)
- 12 marca
  - Ricky King, niemiecki gitarzysta i kompozytor
  - Liza Minnelli, amerykańska aktorka, piosenkarka, gwiazda estrady
- 15 marca – David Wall, brytyjski tancerz baletowy (zm. 2013)
- 16 marca
  - Bogdan Ciesielski, polski muzyk jazzowy, multiinstrumentalista, aranżer, kompozytor (zm. 2023)
  - Guesch Patti, francuska piosenkarka
- 19 marca
  - Paul Atkinson, brytyjski gitarzysta rockowy, członek zespołu The Zombies (zm. 2004)
  - Donny Gerrard, kanadyjski piosenkarz (zm. 2022)
- 22 marca
  - Marek Dyżewski, polski pianista, animator życia muzycznego, wykładowca akademicki
  - Harry Vanda, holenderski i australijski wokalista muzyki pop, gitarzysta, autor tekstów i producent muzyczny
- 23 marca – Pepe Lienhard, szwajcarski bandleader, saksofonista i flecista jazzowy, aranżer
- 24 marca
  - Klaus Dinger, niemiecki perkusista zespołów Neu! i Kraftwerk (zm. 2008)
  - Colin Petersen, australijski perkusista i producent muzyczny, członek grupy Bee Gees (zm. 2024)
- 26 marca – William Onyeabor, nigeryjski muzyk funk (zm. 2017)
- 27 marca – Andrea Giordana, włoski aktor i piosenkarz
- 29 marca – Billy Thorpe, australijski piosenkarz, autor tekstów i producent muzyczny (zm. 2007)
- 2 kwietnia – Kurt Winter, kanadyjski gitarzysta i autor tekstów, członek zespołu The Guess Who (zm. 1997)
- 8 kwietnia – Hildegard Westerkamp, kanadyjska kompozytorka muzyki elektroakustycznej, ekolog muzyki i wykładowca niemieckiego pochodzenia
- 9 kwietnia – Wanda Malko, polska historyk muzyki (zm. 2018)
- 13 kwietnia – Kari Tikka, fiński kompozytor, dyrygent, oboista, librecista (zm. 2022)
- 16 kwietnia – Pēteris Vasks, łotewski kompozytor
- 17 kwietnia – David Kaff, brytyjski keyboardzista rocka progresywnego (zm. 2025)
- 18 kwietnia
  - Lennie Baker, amerykański piosenkarz i saksofonista rockowy (zm. 2016)
  - Gary Driscoll, amerykański perkusista rockowy (zm. 1987)
- 20 kwietnia – Iris Williams, walijska piosenkarka (zm. 2025)
- 22 kwietnia – Jeff St John, australijski muzyk (zm. 2018)
- 27 kwietnia – Gordon Haskell, angielski muzyk, kompozytor oraz wokalista (zm. 2020)
- 1 maja – Andrew Massey, amerykański dyrygent i kompozytor (zm. 2018)
- 2 maja
  - Lesley Gore, amerykańska piosenkarka pop (zm. 2015)
  - John Kalinowski, brytyjski menadżer muzyczny (zm. 2013)
- 4 maja
  - Stefan Kutrzeba, polski pianista i pedagog
  - Valerio Negrini, włoski kompozytor, autor tekstów (zm. 2013)
- 5 maja – Beth Carvalho, brazylijska piosenkarka samby, gitarzystka i kompozytorka (zm. 2019)
- 6 maja – Lulu Roman, właśc. Bertha Louise Hable, amerykańska komediantka i piosenkarka country i gospel (zm. 2025)
- 7 maja – Gabriel Chmura, polsko-izraelski dyrygent (zm. 2020)
- 8 maja – Stanisław Dybowski, polski muzykolog, dziennikarz, nauczyciel akademicki, publicysta, krytyk muzyczny i wydawca (zm. 2019)
- 10 maja
  - Piotr Paleczny, polski pianista
  - Ulrich Stranz, niemiecki kompozytor (zm. 2004)
- 11 maja – Zoran Simjanović, serbski kompozytor (zm. 2021)
- 12 maja – Józef Rychlik, polski kompozytor i pedagog
- 16 maja – Robert Fripp, brytyjski gitarzysta rockowy, lider zespołu King Crimson
- 17 maja – Udo Lindenberg, niemiecki piosenkarz, autor tekstów, perkusista i kompozytor rockowy
- 20 maja – Cher, amerykańska aktorka i piosenkarka
- 21 maja – Andrzej Mikołajczak, polski klawiszowiec, kompozytor, aranżer i producent muzyczny, członek zespołów Drumlersi, Tarpany, Nowi Polanie, Grupa ABC i Test (zm. 2022)
- 24 maja – Steve Upton, brytyjski perkusista zespołu rockowego Wishbone Ash
- 25 maja
  - Andrew Thomas, amerykański muzyk, członek zespołu Bad Boys Blue (zm. 2009)
  - Janusz Wegiera, polski dziennikarz radiowy, autor tekstów piosenek i popularyzator polskiej twórczości artystycznej (zm. 2021)
- 26 maja
  - Mirosława Pawlak, polska skrzypaczka, pedagog (zm. 2017)
  - Mick Ronson, brytyjski gitarzysta rockowy znany ze współpracy z Davidem Bowiem i Bobem Dylanem (zm. 1993)
- 27 maja
  - Zbigniew Jaremko, polski saksofonista tenorowy i sopranowy, klarnecista, kompozytor, aranżer (zm. 2022)
  - Predrag Peđa Vranešević, serbski muzyk rockowy (zm. 2022)
- 28 maja – Claudio Roditi, brazylijski trębacz jazzowy (zm. 2020)
- 29 maja – Niels-Henning Ørsted Pedersen, duński basista jazzowy (zm. 2005)
- 2 czerwca – Inga Nielsen, duńska śpiewaczka operowa (sopran) (zm. 2008)
- 3 czerwca – Michael Clarke, amerykański muzyk, perkusista zespołu The Byrds (zm. 1993)
- 4 czerwca – S.P. Balasubrahmanyam, indyjski wokalista, aktor i producent filmowy (zm. 2020)
- 6 czerwca
  - Tony Levin, amerykański gitarzysta basowy
  - Zbigniew Seifert, polski skrzypek jazzowy (zm. 1979)
- 8 czerwca – Piotr Fronczewski, polski aktor i piosenkarz
- 11 czerwca – Mentor Williams, amerykański piosenkarz country (zm. 2016)
- 13 czerwca – Paul Buckmaster, brytyjski aranżer i kompozytor (zm. 2017)
- 14 czerwca – Janusz Stefański, polski perkusista jazzowy, kompozytor, pedagog (zm. 2016)
- 15 czerwca – Demis Rusos, grecki piosenkarz muzyki pop (zm. 2015)
- 16 czerwca
  - Gérard Grisey, francuski kompozytor (zm. 1998)
  - Tom Harrell, amerykański trębacz, kompozytor jazzowy
  - Aleksander Michalski, polski saksofonista, klarnecista, flecista, kompozytor i aranżer (zm. 2018)
- 18 czerwca – Benny Likumahuwa, indonezyjski muzyk jazzowy (zm. 2020)
- 20 czerwca – André Watts, amerykański pianista (zm. 2023)
- 25 czerwca
  - Allen Lanier, amerykański gitarzysta rockowy, kompozytor; muzyk grupy Blue Öyster Cult (zm. 2013)
  - Ian McDonald, angielski muzyk rockowy, kompozytor, producent muzyczny oraz multiinstrumentalista, członek zespołów King Crimson i Foreigner (zm. 2022)
- 1 lipca – Paul „Wine” Jones, amerykański gitarzysta i piosenkarz bluesowy (zm. 2005)
- 2 lipca – Timur Selçuk, turecki piosenkarz, kompozytor i pianista (zm. 2020)
- 6 lipca – George Faith, jamajski piosenkarz reggae (zm. 2003)
- 7 lipca – Fancy, właśc. Manfred Alois Segieth, niemiecki piosenkarz
- 8 lipca – Stella Chiweshe, zimbabweńska piosenkarka i muzyk ludowy grająca na zanzie (zm. 2023)
- 9 lipca – Bon Scott, australijski wokalista, muzyk grupy AC/DC (zm. 1980)
- 12 lipca – Seán Keane, irlandzki skrzypek folkowy, muzyk zespołu The Chieftains (zm. 2023)
- 13 lipca – João Bosco, brazylijski piosenkarz, gitarzysta i kompozytor
- 15 lipca – Linda Ronstadt, amerykańska piosenkarka, autorka tekstów, producentka muzyczna
- 16 lipca – Ahmad Albar, indonezyjski muzyk rockowy pochodzenia arabskiego; założyciel i wokalista zespołu God Bless
- 20 lipca – Bob Heatlie, szkocki autor tekstów piosenek i producent muzyczny (zm. 2023)
- 21 lipca – Czesław Grabowski, polski dyrygent, kompozytor i pedagog
- 22 lipca – Mireille Mathieu, francuska piosenkarka
- 23 lipca – Khan Jamal, amerykański wibrafonista jazzowy (zm. 2022)
- 25 lipca
  - Krzysztof Droba, polsko-litewski kompozytor i krytyk muzyczny (zm. 2017)
  - Rita Marley, jamajska piosenkarka pochodzenia kubańskiego, wdowa po muzyku reggae Bobie Marleyu
- 29 lipca
  - David Geringas, litewski wiolonczelista, dyrygent i pedagog
  - Enoch zu Guttenberg, niemiecki dyrygent (zm. 2018)
- 1 sierpnia – Boz Burrell, angielski basista grający w zespołach Bad Company i King Crimson (zm. 2006)
- 2 sierpnia – Liana Isakadze, gruzińska skrzypaczka i dyrygentka (zm. 2024)
- 6 sierpnia – Allan Holdsworth, brytyjski muzyk jazzowy i rockowy, wirtuoz gitary; członek m.in. zespołu Level 42 (zm. 2017)
- 7 sierpnia – Janusz Kruk, polski muzyk, kompozytor, wokalista grupy 2 plus 1 (zm. 1992)
- 8 sierpnia – Juan Pons, hiszpański śpiewak operowy (baryton)
- 10 sierpnia – Antoni Wierzbiński, polski flecista, profesor sztuk muzycznych
- 11 sierpnia – Michael Fonfara, kanadyjski klawiszowiec (zm. 2021)
- 14 sierpnia – Larry Graham, amerykański wokalista, basista, kompozytor, producent muzyczny
- 18 sierpnia – Irena Jarocka, polska piosenkarka (zm. 2012)
- 22 sierpnia – Stanisław Syrewicz, polski kompozytor muzyki filmowej
- 23 sierpnia – Keith Moon, brytyjski muzyk, perkusista zespołu The Who (zm. 1978)
- 26 sierpnia – Mark Snow, właśc. Martin Fulterman, amerykański kompozytor, autor ścieżek dźwiękowych do wielu filmów i seriali (zm. 2025)
- 1 września – Barry Gibb, brytyjski muzyk grupy Bee Gees
- 2 września – Billy Preston, amerykański muzyk soulowy, wokalista, organista, pianista, kompozytor (zm. 2006)
- 3 września – Gediminas Dalinkevičius, litewski muzyk, skrzypek, dyrygent oraz polityk, poseł na Sejm
- 4 września – Gary Duncan, amerykański wokalista i gitarzysta rockowy, muzyk zespołu Quicksilver Messenger Service (zm. 2019)
- 5 września
  - Dean Ford, szkocki piosenkarz i autor piosenek (zm. 2018)
  - Freddie Mercury, piosenkarz rockowy, wokalista i frontman brytyjskiej grupy Queen (zm. 1991)
- 6 września
  - Hana Zagorová, czeska piosenkarka (zm. 2022)
  - Jacek Zieliński, polski wokalista, trębacz, skrzypek, aranżer i kompozytor; muzyk zespołu Skaldowie (zm. 2024)
- 7 września
  - Alfa Anderson, amerykańska piosenkarka disco (zm. 2024)
  - Jerzy Salwarowski, polski dyrygent, kompozytor
- 8 września – Krzysztof Krawczyk, polski piosenkarz, gitarzysta, kompozytor (zm. 2021)
- 9 września – Bruce Palmer, kanadyjski muzyk, basista zespołu Buffalo Springfield (zm. 2004)
- 12 września – Dickie Peterson, amerykański muzyk, lider zespołu Blue Cheer (zm. 2009)
- 15 września – Ola Brunkert, szwedzki perkusista sesyjny grupy ABBA (zm. 2008)
- 16 września – Camilo Sesto, hiszpański piosenkarz (zm. 2019)
- 17 września – Jerzy Milewski, polski skrzypek (zm. 2017)
- 20 września – Päivi Paunu, fińska piosenkarka (zm. 2016)
- 24 września – César Pedroso, kubański pianista (zm. 2022)
- 25 września – Andrzej Sobczak, polski autor i wykonawca kabaretowy, autor tekstów piosenek, audycji radiowych i telewizyjnych, także bajek; zasłynął tekstami piosenek: „Przeżyj to sam” Lombardu i „Dorosłe dzieci” Turbo (zm. 2011)
- 26 września
  - Farida, właśc. Concetta Gangi, włoska piosenkarka popowa (zm. 2024)
  - Janusz Szprot, polski pianista jazzowy, kompozytor, aranżer, publicysta, wykładowca akademicki (zm. 2019)
- 29 września – Ian Wallace, brytyjski perkusista, współpracował m.in. z King Crimson (zm. 2007)
- 30 września
  - Héctor Lavoe, portorykański śpiewak salsy (zm. 1993)
  - Piero Montanari, włoski basista i kompozytor jazzowy (zm. 2023)
- 1 października
  - Marta Dąbrowska, polska pianistka, dyrygentka, kompozytorka, pedagog
  - Dave Holland, brytyjski basista jazzowy, kompozytor
  - Pauline Anna Strom, amerykańska kompozytorka muzyki elektronicznej (zm. 2020)
  - Danuta Szlagowska, polska muzykolog, prof. dr hab. (zm. 2018)
- 2 października – Jo-El Sonnier, amerykański piosenkarz i akordeonista country, autor tekstów (zm. 2024)
- 5 października – Renato Serio, włoski kompozytor, dyrygent i aranżer (zm. 2024)
- 9 października – Jacques Thollot, francuski perkusista i kompozytor jazzowy (zm. 2014)
- 10 października – John Prine, amerykański piosenkarz, gitarzysta, kompozytor country (zm. 2020)
- 14 października – Dan McCafferty, szkocki wokalista, muzyk zespołu Nazareth (zm. 2022)
- 15 października
  - Richard Carpenter, amerykański muzyk; kompozytor, pianista, piosenkarz, aranżer
  - Palle Danielsson, szwedzki kontrabasista jazzowy (zm. 2024)
- 17 października – Mike Hossack, amerykański muzyk rockowy, perkusista grupy The Doobie Brothers (zm. 2012)
- 18 października
  - Joe Egan, szkocki piosenkarz i autor piosenek (zm. 2024)
  - Sandra Pasternak, polska artystka estradowa, piosenkarka zespołu Czerwono-Czarni (zm. 2018)
  - Howard Shore, kanadyjski kompozytor muzyki filmowej, dyrygent
- 19 października – Keith Reid, brytyjski autor tekstów piosenek; znany ze współpracy z zespołem Procol Harum (zm. 2023)
- 21 października
  - Phil Chen, chińsko-jamajski basista i muzyk sesyjny (zm. 2021)
  - Marek Drewnowski, polski pianista, dyrygent
  - Lux Interior, amerykański piosenkarz, lider zespołu The Cramps (zm. 2009)
- 22 października – Elizabeth Connell, południowoafrykańska śpiewaczka operowa (mezzosopran i sopran) (zm. 2012)
- 24 października – Jerry Edmonton, kanadyjski perkusista, członek zespołu Steppenwolf (zm. 1993)
- 27 października
  - Eugeniusz Banachowicz, polski kompozytor, aranżer, dyrygent, pedagog, dziennikarz muzyczny
  - Magdalena Rezler, polska skrzypaczka i pedagog
- 29 października – Peter Green, brytyjski gitarzysta, założyciel i lider grupy Fleetwood Mac (zm. 2020)
- 30 października
  - René Jacobs, belgijski kontratenor, dyrygent
  - Chris Slade, brytyjski perkusista rockowy
- 31 października – Wojciech Kamiński, polski pianista, organista, kompozytor, aranżer
- 2 listopada – Giuseppe Sinopoli, włoski kompozytor i dyrygent (zm. 2001)
- 4 listopada – Billy Hancock, amerykański muzyk rockabilly (zm. 2018)
- 5 listopada
  - Loleatta Holloway, amerykańska wokalistka soul i disco (zm. 2011)
  - Gram Parsons, amerykański gitarzysta, wokalista, członek zespołu The Byrds (zm. 1973)
- 8 listopada – Roy Wood, brytyjski piosenkarz, multiinstrumentalista i kompozytor
- 9 listopada – Benny Mardones, amerykański piosenkarz (zm. 2020)
- 10 listopada
  - Roy Thomas Baker, angielski producent muzyczny, aranżer (zm. 2025)
  - Stanisław Zubel, polski kontrabasista jazzowy, członek zespołu Flamingo (zm. 2024)
- 12 listopada – Michał Żarnecki, polski operator i reżyser dźwięku (zm. 2016)
- 16 listopada – Colin Burgess, australijski muzyk rockowy, pierwszy perkusista zespołu AC/DC (zm. 2023)
- 20 listopada – Duane Allman, amerykański gitarzysta, członek zespołu The Allman Brothers Band (zm. 1971)
- 22 listopada – Aston Barrett, jamajski basista, członek zespołów Bob Marley & The Wailers i The Upsetters (zm. 2024)
- 23 listopada – Leszek Orlewicz, polski kompozytor, realizator filmów dokumentalnych i naukowych, operator, reżyser, scenarzysta i wykładowca (zm. 2020)
- 24 listopada – Barbara Kolago, polska kompozytorka i dziennikarka
- 26 listopada
  - Jakša Fiamengo, chorwacki piosenkarz i kompozytor (zm. 2018)
  - Martin Lee, angielski piosenkarz pop, muzyk zespołu Brotherhood of Man (zm. 2024)
- 29 listopada – Andrzej Cierniewski, polski wokalista, autor tekstów i piosenek, wykonawca muzyki country
- 1 grudnia – Gilbert O’Sullivan, irlandzki kompozytor, pianista i piosenkarz
- 3 grudnia
  - Anna Bernat, polska poetka, autorka tekstów piosenek i tłumaczka
  - Stanisław Franciszek Dąbek, polski muzykolog i teoretyk muzyki, profesor nauk humanistycznych, nauczyciel akademicki
- 5 grudnia – José Carreras, hiszpański śpiewak (tenor liryczny)
- 6 grudnia – Frankie Beverly, amerykański piosenkarz soulowo-funkowy, autor tekstów i producent muzyczny (zm. 2024)
- 11 grudnia – Marek Jackowski, polski muzyk rockowy, gitarzysta, kompozytor, aranżer; lider grupy Maanam (zm. 2013)
- 13 grudnia
  - Władimir Bystriakow, ukraiński kompozytor, autor muzyki do filmów animowanych
  - Radim Hladík, czeski gitarzysta i kompozytor (zm. 2016)
- 14 grudnia
  - Jane Birkin, brytyjska piosenkarka i aktorka śpiewająca w języku francuskim (zm. 2023)
  - Jerome Cooper, amerykański perkusjonista jazzowy (zm. 2015)
- 15 grudnia – Carmine Appice, amerykański perkusista rockowy
- 16 grudnia
  - Benny Andersson, szwedzki kompozytor, aranżer, autor tekstów; muzyk grupy ABBA
  - Trevor Pinnock, angielski dyrygent, klawesynista, zwolennik autentyzmu w muzyce, założyciel zespołu The English Concert
- 21 grudnia
  - Yuval Waldman, amerykański skrzypek (zm. 2021)
  - Carl Wilson, amerykański muzyk rockowy związany z zespołem The Beach Boys (zm. 1998)
- 22 grudnia – Mary McCaslin, amerykańska piosenkarka folkowa (zm. 2022)
- 23 grudnia – Edita Gruberová, słowacka śpiewaczka operowa (sopran koloraturowy) (zm. 2021)
- 24 grudnia – Jan Akkerman, holenderski gitarzysta jazzowy i rockowy
- 25 grudnia – Jimmy Buffett, amerykański muzyk rockowy (zm. 2023)
- 29 grudnia – Marianne Faithfull, angielska piosenkarka, autorka tekstów piosenek, aktorka (zm. 2025)
- 30 grudnia – Patti Smith, amerykańska wokalistka

## Zmarli
- 7 stycznia – Adam Didur, polski śpiewak operowy (bas), dyrektor i organizator Opery Śląskiej w Bytomiu (ur. 1874)
- 18 stycznia – Feliks Nowowiejski, polski kompozytor (ur. 1877)
- 6 lutego – Oswald Kabasta, austriacki dyrygent (ur. 1896)
- 2 marca – Karol Hoppe, polski kompozytor, chórmistrz, organista, pedagog (ur. 1883)
- 31 marca – Aleksandra Klamrzyńska, polska śpiewaczka (ur. 1859)
- 5 kwietnia – Vincent Youmans, amerykański kompozytor muzyki rozrywkowej (ur. 1898)
- 16 maja – Władysław Fabry, polski muzykolog, literat, krytyk muzyczny (ur. ok. 1888)
- 1 czerwca – Leo Slezak, austriacki śpiewak operowy (tenor dramatyczny) (ur. 1873)
- 16 czerwca – Miloje Milojević, serbski kompozytor i dyrygent (ur. 1884)
- 21 czerwca – Heinrich Kaminski, niemiecki kompozytor (ur. 1886)
- 8 lipca – Aleksandr Aleksandrow, kompozytor rosyjski (ur. 1883)
- 13 lipca – Riley Puckett, amerykański muzyk country (ur. 1894)
- 20 lipca – Tricky Sam Nanton, amerykański puzonista jazzowy (ur. 1904)
- 3 sierpnia – Artur Pereira, brazylijski kompozytor (ur. 1894)
- 8 sierpnia – Maria Barrientos, hiszpańska śpiewaczka operowa (sopran) (ur. 1884)
- 20 sierpnia – Stanisław Głowacki, polski muzykolog i choreolog (ur. 1875)
- 24 sierpnia – Antonio Paoli, portorykański śpiewak operowy (tenor) (ur. 1871)
- 25 sierpnia – Arnold Rosé, austriacki skrzypek i pedagog muzyczny (ur. 1863)
- 31 sierpnia – Paul von Klenau, duński kompozytor i dyrygent (ur. 1883)
- 3 września – Moriz Rosenthal, polski pianista (ur. 1862)
- 4 września – Paul Lincke, niemiecki kompozytor, dyrygent (ur. 1866)
- 16 września – Mamie Smith, amerykańska piosenkarka, tancerka, pianistka, aktorka (ur. 1883)
- 12 października – Giuseppe Adami, włoski librecista (ur. 1878)
- 16 października – Granville Bantock, angielski kompozytor (ur. 1868)
- 5 listopada – Zygmunt Stojowski, polski kompozytor i pianista (ur. 1870)
- 14 listopada – Manuel de Falla, hiszpański kompozytor (ur. 1876)
- 23 listopada – Albin Eschrich, niemiecki dyrygent, kompozytor (ur. 1874)
- 6 grudnia – Maksimilian Sztajnberg, rosyjski kompozytor i pedagog (ur. 1883)
- 29 grudnia – Camillo Schumann, niemiecki kompozytor i organista (ur. 1872)
- 30 grudnia – Charles Wakefield Cadman, amerykański kompozytor (ur. 1881)

## Albumy
- polskie
- zagraniczne
  - Voice of Frank Sinatra – Frank Sinatra
  - Selections from The Bells of St. Mary’s – Bing Crosby
  - Don’t Fence Me In – Bing Crosby i The Andrews Sisters
  - The Happy Prince – Bing Crosby, Orson Welles oraz Lurene Tuttle
  - Selections from Road to Utopia – Bing Crosby
  - Stephen Foster – Bing Crosby
  - What We So Proudly Hail – Bing Crosby
  - Favorite Hawaiian Songs, Vol. One – Bing Crosby
  - Favorite Hawaiian Songs, Vol. Two – Bing Crosby
  - Blue Skies – Bing Crosby, Fred Astaire oraz Irving Berlin
  - Jerome Kern – Bing Crosby
  - Perry Como Sings Merry Christmas Music – Perry Como

## Muzyka poważna
- Powstaje Song of Songs Lukasa Fossa

### Balet
- Powstaje Capriccio Lukasa Fossa

## Musicale
- 16 października – odbywa się premiera filmu Blue Skies reżyserii Stuarta Heislera.